# Hällberga
Hällberga – miejscowość (tätort) w Szwecji, w regionie administracyjnym (län) Södermanland (gmina Eskilstuna).
Miejscowość jest położona w prowincji historycznej (landskap) Södermanland, ok. 10 km na południowy wschód od Eskilstuny.
W 2010 r. Hällberga liczyła 612 mieszkańców.